# 凡
凡（ぼん）は、漢姓の一つ。

## 朝鮮の姓
凡（ぼん、ポム、朝: 범）は、朝鮮人の姓の一つである。2000年の国勢調査による韓国内での人口は157人。2015年の調査では5人以下となる。

### 氏族
| 氏族（地域） | 創始者 | 割合 (%) （2000年） |
| ------------ | ------ | ------------------- |
| 安州凡氏     |        |                     |